# 埃斯肯纳齐美术馆
印第安纳大学西德尼和路易斯·埃斯肯纳齐美术馆（Sidney and Lois Eskenazi Museum of Art at Indiana University），通称埃斯肯纳齐美术馆（Eskenazi Museum of Art），是印第安纳大学布卢明顿分校的附属美术馆，于1941年在亨利·拉德福德·霍普的指导下开放，时称印第安纳大学美术馆（Indiana University Museum of Art）。该博物馆旨在成为“文化十字路口”的中心，这个想法由时任印第安纳大学校长赫尔曼·B·威尔斯提出。目前的博物馆建筑由贝聿铭及合伙人设计，于1982年落成。
该博物馆藏品约有45,000件，其中约1,400件在展出。藏品范围从古代珠宝到巴勃罗·毕加索和杰克逊·波洛克的画作。2016年，在宣布获得博物馆历史上最大笔现金捐赠后，该博物馆更名为西德尼和路易斯·埃斯肯纳齐艺术博物馆，以纪念印第安纳波利斯的慈善家西德尼和路易斯·埃斯肯纳齐。该博物馆位于印第安纳大学布卢明顿分校东七街1133号。